# Rajka volavá
Rajka volavá (Paradisaea raggiana) je pták z čeledi rajkovití, žijící v severovýchodní části ostrova Nová Guinea. Je dlouhá okolo 30 cm, převážně červenohnědě zbarvená. Samci mají horní část hlavy jasně žlutou. Žije v pralesích, živí se ovocem a hmyzem.
Vědecký název raggiana připomíná janovského šlechtice Francise Raggiho, mecenáše vědy. Domorodí Papuánci ptáka nazývají kumul.
Na rozdíl od jiných rajek je poměrně hojná. Je národním ptákem Papuy Nové Guiney, je vyobrazena na státní vlajce i ve státním znaku. Také ragbyová reprezentace Papuy Nové Guiney má přezdívku The Kumuls.
Jsou popsány čtyři geografické poddruhy rajky volavé:
- P. r. raggiana
- P. r. intermedia
- P. r. granti
- P. r. augustaevictoriae

## Chov v zoo
Tento druh je chován v evropských zoo extrémně vzácně. Na jaře 2020 byl chován v pouhých třech zoo Evropy. Kromě Zoo Rotterdam a ptačího parku v německém Walsrode se jedná také o českou Zoo Praha.

### Chov v Zoo Praha
V Zoo Praha je tento druh chován od září 2019, kdy byli přivezeni dva samci z americké San Diego Zoo. Rajky volavé byly pražské zoologické zahradě nejprve chovány v zázemí. Od jara 2024 je tento druh k vidění v expozici Rákosova pavilonu.